# 海の中道大橋

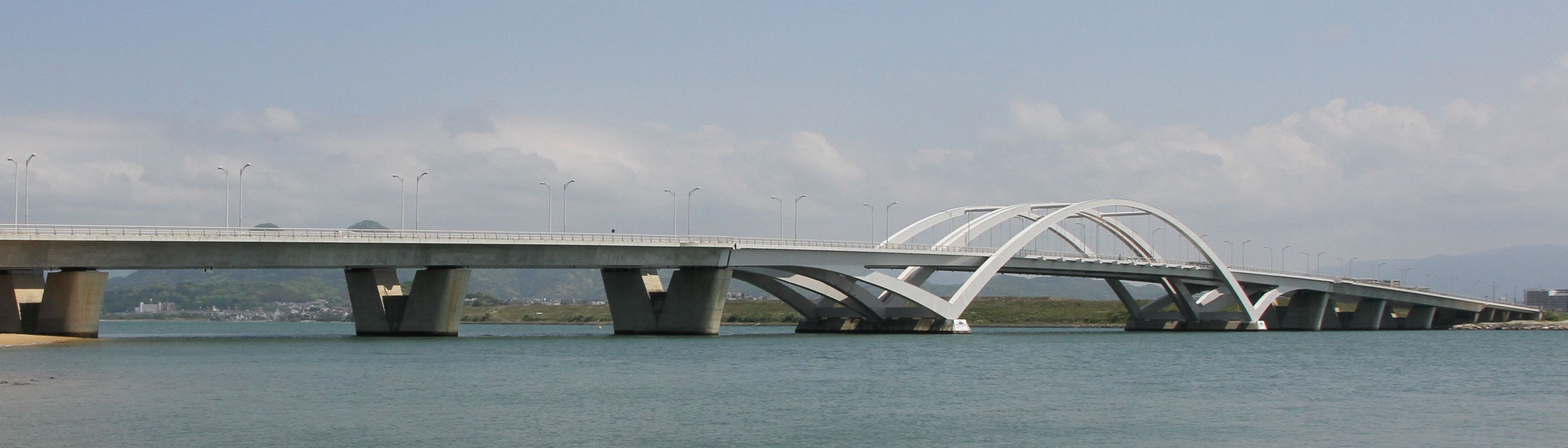
アイランドシティから望む海の中道大橋のワイド写真

海の中道大橋（うみのなかみちおおはし）は、博多湾に架かるアーチ橋である。

## 概要
福岡市東区のみなと香椎3丁目（アイランドシティ）と大字奈多（雁の巣）とを結ぶ。2002年10月26日に暫定2車線（歩道は片側のみ設置）で開通。2014年3月26日に4車線化が完了した。
都市計画道路海の中道アイランド線の一部である。当橋梁の開通により、福岡高速道路1号線箱崎出入口・海の中道間の距離が短縮され、東区の交通は飛躍的に円滑化した。
2006年8月25日、福岡市職員の22歳の男が飲酒運転によりこの橋で追突事故を起こし、追突された車は、ガードレールの強度がもたず橋から転落、5人家族のうち幼い子ども3人が死亡した。

## 周辺
- 福岡市雁の巣レクリエーションセンター
- 雁ノ巣駅
- イオンモール香椎浜
- 香椎かもめ大橋